# 莫泽洛斯 (圣玛丽亚达费拉)
莫泽洛斯 (圣玛丽亚达费拉)是葡萄牙阿威罗区的一个堂区。总面积5.04平方公里，总人口6480人，人口密度1285.7人/平方公里。